# Daniele Alberti (attore)
Daniele Alberti (Genova, 1775 – ...) è stato un attore teatrale italiano.
Proveniente da una famiglia di mercanti, esordì nella sua città come primo amoroso in una Società Filodrammatica. Fu direttore della Compagnia Ligure, e approdò nei teatri di Palermo e di Napoli, per poi consacrarsi come primo caratterista nella Drammatica Compagnia Bazzi. Si ritirò nel 1842, concludendo la sua carriera al Teatro dei Fiorentini di Napoli. Suo figlio Adamo seguì le sue orme.